# Katie Velghe
Katie Velghe (1 januari 1966) is een Vlaams auteur van kinderboeken. Daarnaast schrijft ze ook boeken over gezin en relaties. Katie Velghe woont in Drongen en werkt als freelancer en als auteur. Ze is gehuwd met de dichter Johan Ghysels. Samen hebben ze een zoon en een dochter. 
Katie Velghe werkt sinds 2001 als educatief medewerkster op de Interdiocesane Dienst voor Gezinspastoraal (IDGP). In 2005 nam ze deel aan de John Flanders-prijs met het verhaal "De rivier stroomde verder". Het verhaal haalde de eindronde van de wedstrijd en werd daarom in juni 2006 gepubliceerd als Vlaams Filmpje (76e jaargang, nr. 109).
In april 2007 verscheen opnieuw een Vlaams Filmpje van haar hand ("Vlierbloesemlimonade", 77e jaargang, VF 3204).

De auteur is als los medewerkster verbonden aan het Vlaams katholiek weekblad Tertio. 
In oktober 2008 verscheen een sciencefictionverhaal met als titel 'De poort naar 2221'.
In 2009 verschenen opnieuw een aantal verhalen van haar hand:
- in januari 2009 is opnieuw een Vlaams Filmpje gepubliceerd ("Het witte paard")
- het vierde verhaal in de reeks Pepijn verscheen in maart 2009, en draagt de titel "De schat van Euforia". Het verhaal speelt zich ditmaal af in de kunstwereld. Via een wedstrijd konden kinderen van het vijfde en zesde leerjaar mee de inhoud van het verhaal bepalen. Achteraan in het boek zijn een reeks tekeningen en teksten van de winnende klas opgenomen.
- het vijfde boek ("Pepijn en het lied van de Kwellings") speelt zich af in de wereld van de politiek, met als achtergrond een grote waterschaarste.
- het zesde en laatste deel van de reeks rond de bewaarengel Pepijn ("De val van een engel") verscheen in 2013.

## Oeuvre
- Vier seizoenen van liefde (2004)
- En toch ben je niet alleen (2005) (samen met Denise Hoedt)
- Pepijn en het Duistere Parfum (2005) (kinderboek, Uitgeverij Lannoo)
- Pepijn en het Wonderkabinet (2006) (kinderboek, Uitgeverij Lannoo)
- De rivier stroomde verder (2006) (kinderverhaal, Vlaamse Filmpjes)
- Vlierbloesemlimonade (2007) (kinderverhaal, Vlaamse Filmpjes)
- Pepijn en de Doos der Deugden (oktober 2007) (kinderboek, Uitgeverij Lannoo)
- De poort naar 2221 (oktober 2008) (kinderboek, Uitgeverij Lannoo)
- Het witte paard (januari 2009) (kinderverhaal, Vlaamse Filmpjes)
- Pepijn en de Schatten van Euforia (maart 2009) (kinderboek, Uitgeverij Lannoo)
- Pepijn en het lied van de Kwellings (maart 2010) (kinderboek, Uitgeverij Lannoo)
- De val van een Engel (september 2013) (kinderboek, uitgeverij Lannoo)

## Bekroningen
Het boek 'Pepijn en het Wonderkabinet' werd bekroond door de Kinder- en Jeugdjury 2007-2008, in groep 4.